# 约瑟夫·盖纳
约瑟夫·盖纳（英語：Joseph Gaynor，20世纪—），美国前男子赛艇运动员。他曾代表美国参加瑞士卢塞恩举行的1974年世界赛艇锦标赛，获得男子轻量级八人单桨有舵手金牌。